# Zorán III
A Zorán III Sztevanovity Zorán harmadik, 1979-ben megjelent szólóalbuma.

## Történet
Az album a MAFILM Zenetermében készült Péterdi Péter zenei rendezésében és a Hungarotonnál jelent meg 1979-ben. A felvételeken a Locomotiv GT és a Fonográf együttes, valamint Dés László és Babos Gyula is játszik. A Fonográf tagjai nem csak zenészként vannak jelen: két dalt a Szörényi-Bródy szerzőpáros jegyez.
Az album fő témája a város, a környezet, ahol leéljük életünket, Budapest. Ez már a borítón is látszik: a háttérben egy épület alaprajza látható.
Ez az album a „trilógiaként” is emlegetett első három nagylemez utolsó tagja.

## Az album dalai
Azokat a dalokat, amelyeknél a szerzők nincsenek megnevezve, Presser Gábor és Sztevanovity Dusán írta.

### A oldal
1. Az én városom – 2:57
2. Mit nekem – 3:57
3. Gyönyörű szép álom (Szörényi Levente – Bródy János) – 5:02
4. Velem is megtörtént (Karácsony János – Sztevanovity Dusán) – 3:06
5. Vasárnap délután – 5:40

### B oldal
1. Így is jó – 5:59
2. Nekem még nem volt gyerekévem – 3:08
3. Hajolj le hozzám (Szörényi Levente – Bródy János) – 2:53
4. Éjfél után (Somló Tamás – Sztevanovity Dusán) – 3:55
5. Egy vallomás a sok közül – 4:28

## Külső hivatkozások
- Információk Zorán honlapján Archiválva 2007. január 1-i dátummal a Wayback Machine-ben
- Információk a Hungaroton honlapján
- Az én városom klipje. YouTube [halott link]